# 城关街道 (扶风县)
城关街道，是中华人民共和国陕西省宝鸡市扶风县下辖的一个街道办事处。
2015年，陕西省民政厅批复同意撤销扶风县城关镇，设立城关街道办事处。

## 行政区划
城关街道下辖以下地区：
西关社区、东关社区、胜利机械厂社区、徐家河村、西官村、刘家堡村、扶东村、苟家庙村、下河村、案板村、小留村、费家村、南宫村、牛家村、后沟村、北街村、峪村、南后峪村、殷家庄村、扶乾村、伏波村、业堡村、四家堡村、南台村、八岔村、新店村、双乐村、原峪村、柳店村、秦村、韦川村、黄甫村、五郡村、龙泉村、万杨村和王家台村。

## 古迹
伏波将军马援墓位于伏波村。